# Genealógia (biológia)
A genealógia, mint genetikai segédtudomány igen nagy jövő előtt áll annak a ténynek köszönhetően, hogy
- az emberekről folyó adatgyűjtés kiterjed a genetikai, örökléssel kapcsolatos adatokra
- Az emberek szabadságjogainak bővülése folytán lehetőségük lesz nemkívánatos adataik titkolására, ugyanakkor például a nagyfokú népességkeveredés folytán előbb-utóbb bizonyítani kell bizonyos "egészségvédelmi"-nek mondott adatokkal egy-egy ember a közösségre nézve való ártalmatlanságát
- a genetikai adatokból egyre többet lehet megmondani egy-egy ember várható betegségeiről, életkilátásairól
- az emberiség gazdagabb fele tagjainak romló egyéni egészségi állapota miatt a gazdagoknál is előrébb kerül az egészség, mint vallott érték.
- a halandóságban egyébként elöljáró, de egészséges testrészekkel, génekkel stb. rendelkező szegényebb tömegek túlélő tagjai kereskedni kezdenek saját testük különböző részeivel (l. szervkereskedelem).